# سيلفيا باريديس
سيلفيا باريديس هي منافسة ألعاب القوى إكوادورية، ولدت في 23 يناير 1983.

## وصلات خارجية
- سيلفيا باريديس على موقع الاتحاد الدولي لألعاب القوى (الإنجليزية)
- سيلفيا باريديس على موقع أوليمبيديا (الإنجليزية)